# Ahmeta
Akhmeta (georgiană ახმეტა) este un oraș în Georgia.